# Left Lane Cruiser
Left Lane Cruiser ist eine US-amerikanische Bluesrock-Band aus Fort Wayne, Indiana, bestehend aus  Frederick „Joe“ Evans IV. an der Slide-Gitarre und Brenn Beck am Schlagzeug.

## Diskografie

### Alben
- 2008: Bring Yo’ Ass to the Table (Alive Records)
- 2009: All You Can Eat !! (Alive Records)
- 2010: Gettin’ Down on It (Hillgrass Bluebilly Records)
- 2011: Junkyard Speed Ball (Alive Records)
- 2012: Left Lane Cruiser & James Leg – Painkillers (Alive Records)
- 2013: Rock Them Back to Hell (Alive Records)
- 2014: Slingshot (Normandeep Blues Records / Hillgrass Bluebilly Records)
- 2015: Dirty Spliff Blues (Alive Records)
- 2016: 20 Watt Tompstone / Left Lane Cruiser – Death Blues Vs. The Dirty Spliff (Selbstverlag)
- 2017: Claw Machine Wizard (Alive Records)
- 2019: Shake and Bake (Alive Records)

### Kompilationen
- 2016: Beck in Black (Alive Records)